# Casmaria ponderosa
Casmaria ponderosa ist der Name einer Schnecke aus der Familie der Helmschnecken (Gattung Casmaria), die im Roten Meer und im Indopazifik verbreitet ist und sich von Seeigeln ernährt.

## Merkmale
Das recht schwere Schneckenhaus von Casmaria ponderosa hat Umgänge mit einer spiraligen Reihe brauner Flecken vor der Naht und eine weitere an der Basis des Körperumgangs. Die Schulter des Körperumgangs hat starke knotige axiale Falten. Die äußere Lippe der Gehäusemündung ist dick und glänzend mit einer Reihe spitzer Zähnchen entlang ihrer gesamten Kante. Die Spindel hat einen starken Callus mit einigen kurzen Falten im unteren Abschnitt des inneren Randes. Die glänzende Oberfläche des Gehäuses ist kremfarben oder dunkelgelb bis hellbraun, das Innere der Gehäusemündung braun. Das Haus wird bei ausgewachsenen Schnecken bis zu 6 cm lang. Mantel und Fuß der Schnecke sind weiß, so dass die dunklen Augen am unteren Drittel der Fühler deutlich sichtbar sind.

## Verbreitung und Lebensraum
Casmaria ponderosa ist im Roten Meer und im Indopazifik von den Maskarenen bis nach Hawaii verbreitet.
Die Schnecke lebt in Korallenriffen auf Sand und ist nachtaktiv, zeigt sich gelegentlich aber auch tagsüber, in der Regel im Schutz großer Grünalgen der Gattung Halimeda.

## Lebenszyklus
Wie andere Helmschnecken ist Casmaria ponderosa getrenntgeschlechtlich. Das Männchen begattet das Weibchen mit seinem Penis. Das Weibchen legt die grauen Eier in Gelegen zahlreicher horniger Eikapseln ab. Es folgt eine pelagische Phase der Veliger-Larven vom Schlupf aus der Eikapsel bis zur Metamorphose zur fertigen Schnecke.

## Nahrung
Casmaria ponderosa ernährt sich von sandgrabenden Seeigeln, namentlich Herzigeln, die sie meist nachts jagt.